# Ambagarh Chowki
Ambagarh Chowki é uma vila e uma nagar panchayat no distrito de Rajnandgaon, no estado indiano de Chhattisgarh.

## Demografia
Segundo o censo de 2001, Ambagarh Chowki tinha uma população de 8494 habitantes. Os indivíduos do sexo masculino constituem 49% da população e os do sexo feminino 51%. Ambagarh Chowki tem uma taxa de literacia de 79%, superior à média nacional de 59,5%; com 52% para o sexo masculino e 48% para o sexo feminino. 12% da população está abaixo dos 6 anos de idade.